# Alexandra Kollontaï
Alexandra Mikhaïlovna Kollontaï (en russe : Александра Михайловна Коллонтай ; nom de naissance, Domontovitch, en russe : Домонто́вич), née le 19 mars 1872 (31 mars dans le calendrier grégorien) à Saint-Pétersbourg et morte le 9 mars 1952 à Moscou, est une femme politique socialiste, communiste et militante féministe marxiste soviétique.
Elle a été la première femme de l'histoire contemporaine à être nommée à la tête d'un ministère et à devenir ainsi membre à part entière du conseil du gouvernement (que l'on avait rebaptisé Conseil des commissaires du peuple dans la Russie révolutionnaire). Elle a également été l'une des premières diplomates femmes du XXe siècle (probablement la première à avoir été officiellement élevée au rang d'ambassadrice).

## Biographie

### Enfance et études

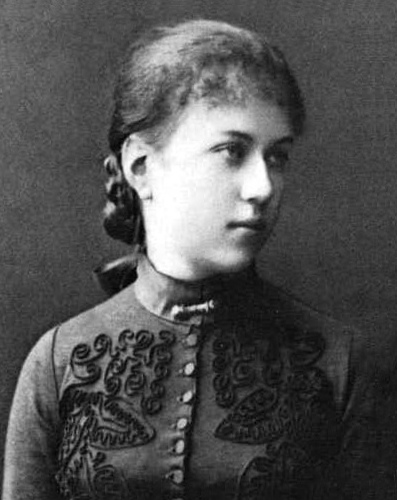
Alexandra Kollontaï, jeune.

Née en 1872, fille unique du général russe Mikhaïl Domontovitch, issue de l'aristocratie, Alexandra Domontovitch reçoit une éducation soignée et polyglotte. Ses origines partiellement caréliennes lui permettent d'acquérir une bonne connaissance de la culture et de la langue finnoises, ce qui oriente sa carrière à partir de 1939.
Après avoir refusé, à l'âge de 17 ans, un mariage arrangé, elle épouse à l'âge de 20 ans un jeune officier dont elle est éprise, Vladimir Kollontaï, avec lequel elle a un enfant et prend son nom en 1893. En 1896, lassée de la vie de couple, elle rompt avec son milieu d'origine et part étudier l'économie politique à l'université de Zurich, où elle devient progressivement marxiste. Appréciant les voyages, elle parcourt l'Europe, notamment la France, l'Allemagne et l'Italie. Elle se lie avec Lénine et Gueorgui Plekhanov, en exil en Suisse, ainsi qu'avec d'autres figures révolutionnaires, à l'instar de Rosa Luxemburg en Allemagne ou Paul Lafargue en France.

### Premiers engagements politiques
Alexandra Kollontaï adhère au marxisme et au POSDR en 1898. En 1903 se produit la scission entre bolcheviks et mencheviks : rejetant dans un premier temps l'organisation militarisée des bolcheviks, elle rejoint les mencheviks. Elle revient un temps en Russie pour participer à la révolution de 1905.
En 1908, elle est obligée de s'exiler en Allemagne et se rend ensuite dans toute l'Europe occidentale, faisant connaissance avec les plus importantes figures du socialisme international, comme Karl Kautsky, Clara Zetkin, Rosa Luxemburg et Karl Liebknecht. En 1911, elle entame une relation d'amour avec un compagnon d'exil, Alexandre Chliapnikov. Ils formaient un couple atypique : elle était une intellectuelle menchevique, d'origine noble, treize ans plus âgée que son amant ; lui était un métallurgiste autodidacte venu de la province russe et un leader bolchevique d'une certaine importance. La liaison se termine en 1916, mais deviendra bientôt une amitié profonde fondée sur une correspondance générale d'idéaux politiques, qui se poursuivra jusqu'au commencement des années 1930, désormais en plein stalinisme.

### Commissaire du peuple et critiques du léninisme
En 1914, elle s'oppose à la Première Guerre mondiale, et pour cette raison rejoint les bolcheviks, en 1915. Elle déclarait ainsi en 1912 : « Le prolétariat russe, aux côtés de celui du monde entier, proteste contre toutes les guerres. C’est un fait bien connu que le prolétariat ne connaît aucune frontière nationale. Il ne reconnaît que deux "nations" dans le monde civilisé : les exploiteurs et les exploités. »
Elle se réfugie quelque temps en Europe du Nord puis aux États-Unis. Elle participe à la révolution de 1917 et devient commissaire du peuple à l’Assistance publique (qui correspond aux actuels ministères de la santé) dans le gouvernement des soviets, de novembre 1917 à mars 1918, ce qui fait d'elle la première femme du monde moderne à avoir participé à un gouvernement. Pendant la période révolutionnaire, elle épouse en secondes noces le marin bolchevique Pavel Dybenko, dix-sept ans plus jeune qu'elle, tout en conservant le nom de famille du premier mariage.
En 1919, elle crée le Jenotdel (département du parti chargé des affaires féminines) avec Inès Armand, ainsi que la revue La Communiste qui en est l'organe.
Alexandra Kollontaï est rapidement en désaccord avec la politique du parti bolchevik, d'abord avec l'étatisation de la production au lieu de la collectivisation, puis avec la réduction des libertés politiques, les conditions du traité de Brest-Litovsk et la répression contre les autres révolutionnaires[réf. nécessaire]. En 1918, elle fait partie de la tendance « communiste de gauche », qui publie la revue Kommunist. Elle se rallie en janvier 1921 à une fraction du parti, « l'Opposition ouvrière » conduite par Alexandre Chliapnikov et par Sergheï Medvedev, qui réclame plus de démocratie, l'autonomie des syndicats et le contrôle ouvrier sur la production industrielle. Toutefois, au cours du Xe Congrès du Parti communiste, qui a lieu en mars 1921, le droit de fraction est supprimé et l'Opposition ouvrière est dissoute. Les principaux représentants du courant ne cessent pourtant pas leur activité politique. Au mois de juillet, Alexandra Kollontaï prend la parole, au nom des autres, devant le 3e Congrès de l'Internationale Communiste (Komintern) et attaque durement la Nouvelle politique économique (NEP) soutenue par Lénine, accusée de démoraliser la classe ouvrière en galvanisant parallèlement les paysans et la petite bourgeoisie, et de conduire à la restauration du capitalisme. Trotski rétorque en la comparant même à « une Amazone », et Karl Radek corrige bruyamment : « Comme une Walkyrie ! ».
En février 1922, elle contresigne une lettre ouverte adressée à l'Internationale communiste par vingt-deux ex-représentants de la fraction, y compris Chliapnikov et Medvedev, et d'autres communistes d'extraction ouvrière, et cherche en vain à prendre la parole devant le Comité exécutif de l'Internationale pour en exposer la teneur. Au XIe Congrès du parti russe, qui se déroule entre mars et avril de la même année, Kollontaï, Chliapnikov, Medvedev et deux autres signataires de l'appel sont accusés de fractionnisme et menacés d'expulsion. Toutefois, le congrès décide de permettre aux trois de rester, à condition que la conduite fractionniste ne se répète pas à l'avenir, alors que les deux autres, Flor Anissimovitch Mitine (1882-1937) et Nikolaï Vladimirovitch Kuznetsov (1884-1937), sont expulsés avec effet immédiat. Le discours que Kollontaï prononce devant le congrès pour se défendre sera probablement le dernier acte significatif de sa vie politique en tant qu'opposante.

### La carrière diplomatique: un exil de fait

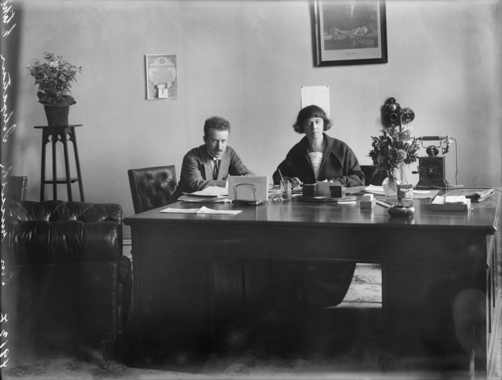
À la table de travail avec Marcel Body dans la légation soviétique à Oslo (1923).

Alexandra Kollontaï devient chargée d'affaires et peu après ministre plénipotentiaire de l'Union soviétique en Norvège en 1924 — elle y était attachée commerciale depuis 1922, mais ce n'était pas encore une légation à proprement parler — ce qui revient à un exil de fait et lui interdit toute action dans la vie politique soviétique. Cela fait néanmoins d'elle l'une des premières femmes diplomates (les premières étant l'Arménienne Diana Abgar, la Hongroise Rosika Schwimmer et la Bulgare Nadejda Stancioff). Elle n'est pas formellement inquiétée, mais les journaux de l'époque l'attaquent avec virulence en mettant l'accent sur sa vie sentimentale sulfureuse, n'hésitant pas à la surnommer : « la scandaleuse » ou « l'immorale ». Alors qu'elle effectue un voyage aux États-Unis en qualité de représentante du Parti, les journaux soviétiques titrent : « La Kollontaïnette part pour l’étranger ; si ça pouvait être pour toujours ! » Cet éloignement lui permet cependant d'échapper aux purges staliniennes (et à la potence), qui frapperont notamment ses anciens camarades de l'Opposition ouvrière et son propre ex-mari, Pavel Dybenko, au cours des années 1930.
Elle marque son mandat en récupérant l'or que l'ancien chef du gouvernement provisoire de la Russie Aleksandr Kerenski avait transféré en Finlande[réf. nécessaire].
Après des missions diplomatiques saluées — en tant que ministre et « représentante commerciale » — au Mexique (1926-1927) et à nouveau en Norvège (1927-1930), Alexandra Kollontaï est envoyée en 1930 — encore en tant que « ministre plénipotentiaire » — en Suède, où elle demeure après le déclenchement de la Seconde Guerre mondiale, entre 1940 et en 1944. En 1936, elle rencontre à Stockholm Marcel Body, qu'elle avait connu à Paris avant 1914 et lui transmet l'annonce de contacts secrets entre Hitler et Staline, parce que ce dernier craint plus que tout une guerre avec le Reich, information qu'elle autorise Body à transmettre à Léon Blum, qui refusa d'y croire. En passant cette information, Alexandra Kollontaï prenait un risque énorme pour elle-même et sa famille. De retour à Moscou, elle est longuement interrogée par le chef du NKVD, Iejov, sur ses relations avec Body mais écarte ses soupçons. Elle rencontre en juin 1940 le ministre de Belgique à Stockholm, le prince Réginald de Croÿ, et lui déclare : « L'intérêt évident des puissances européennes est de s'opposer à l'impérialisme allemand. Il est évident que le danger allemand est plus grand qu'on a cru ». Elle mène les négociations pour les deux armistices entre l'URSS et la Finlande, en 1940, après la Guerre d'Hiver, et en 1944. En 1943, lorsque la légation soviétique à Stockholm est élevée au rang d'ambassade, elle aussi est enfin officiellement promue ambassadrice. En août 1942, elle est victime d'un AVC qui la rend paralysée du côté gauche et aphasique pendant plusieurs mois ; elle ne se déplacera plus qu'en chaise roulante. En 1944, elle négocie également, avec le diplomate roumain Neagu Djuvara, les termes de l'armistice avec la Roumanie. En 1945, doyenne du corps diplomatique, personnalité en vue de la capitale suédoise, elle donne une réception de départ où se rend le Tout-Stockholm. Des hommes et femmes politiques scandinaves, dont le président finlandais et ancien ambassadeur à Moscou, Juho Kusti Paasikivi, proposeront sa candidature pour le prix Nobel de la paix, en 1946 et 1947.
Cependant, elle ne manque pas de dureté lorsqu'elle expose et défend les positions du gouvernement stalinien de son pays, dont elle est l'interprète scrupuleuse. À propos des prisonniers de guerre russes de la Seconde Guerre mondiale, considérés par principe comme des déserteurs par le gouvernement soviétique ou, au mieux, comme « des couards et des paniqueurs » et ainsi devenus « victimes de deux dictatures », Nicolas Werth rapporte :

« L'URSS ne reconnaît pas l'existence de prisonniers de guerre soviétiques », déclara en décembre 1941 Aleksandra Kollontaï, la plus célèbre égérie bolchevique féministe, ambassadrice de l'URSS à Stockholm, alors que la Croix-Rouge internationale proposait sa médiation auprès des autorités allemandes pour tenter d'alléger le sort des captifs soviétiques. Elle ajoutait : « Ceux qui se rendent aux Allemands sont des déserteurs. »

Les Grandes purges des années 1930 ayant particulièrement renouvelé l'appareil diplomatique soviétique (auxquelles elle échappe avec certains anciens bolcheviks comme l'ambassadeur à Londres Ivan Maïski), elle regrette, après la Seconde Guerre mondiale, l'équipe de Maxime Litvinov et sa pratique de la diplomatie : « Si, depuis la fin de la guerre, [...] nous avions mené une politique extérieure plus souple, « raisonnable », sans les efforts acharnés et maladroits des « juristes » pour compliquer les questions, nous aurions pu freiner [...] le processus d’hostilité et de réaction. L’objet de la diplomatie est précisément d’obtenir le maximum d’avantages pour son pays dans des circonstances défavorables. Depuis la fin 1945, notre diplomatie a suivi un autre chemin. L’ignorance de la psychologie des leaders des autres pays [...] voilà ce qui a suscité des difficultés inutiles là où elles auraient pu être évitées ».
Comme ses collègues Litvinov et Maïski, elle échappa aux Purges grâce à ses succès diplomatiques, où elle sut montrer son savoir-faire : Staline jugeait nécessaire de garder ce type de personnalités pour atténuer des tensions trop vives avec les Occidentaux.

### Fin de vie
Elle a animé des séminaires sur l'histoire des relations internationales et celle de la politique extérieure soviétique à l'Institut de préparation des travailleurs diplomatiques et consulaires, créé par Maxime Litvinov en novembre 1934.
Alexandra Kollontaï renonce[Information douteuse] en mars 1945 à ses fonctions et termine sa vie à Moscou, où elle décède en 1952. Elle est enterrée au cimetière de Novodevitchi lors d'une cérémonie où est louée sa carrière de diplomate, occultant son rôle dans la révolution et le parti communiste.

## Féminisme

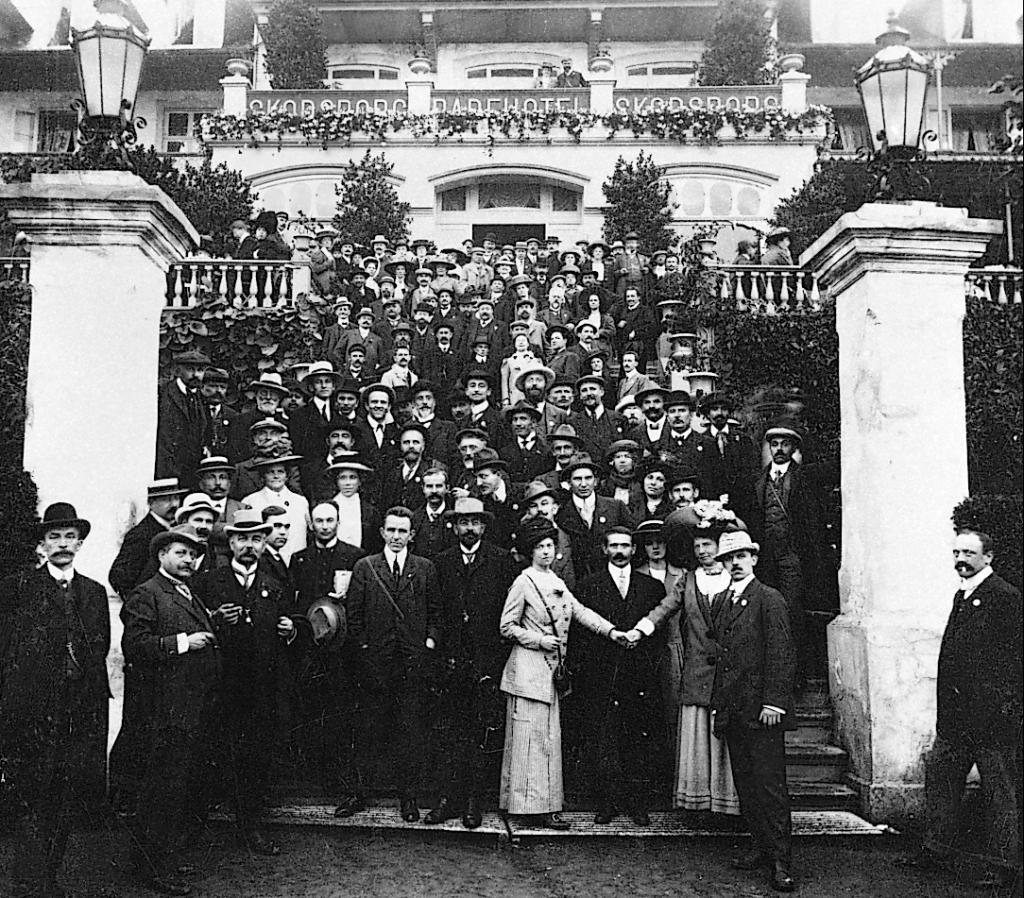
Copenhague, 1910, VIIIe congrès de l'Internationale socialiste, au centre Alexandra Kollontaï avec Clara Zetkin.

Comme beaucoup de socialistes ou de communistes, Alexandra Kollontaï condamne le féminisme de son époque, le considérant comme « bourgeois », puisqu'il détourne la lutte des classes en affirmant qu'il n'y a pas qu'une domination économique, mais aussi une domination des sexes. Mais elle travaille cependant à l'émancipation des femmes dans le combat communiste ; elle déclare ainsi : « La dictature du prolétariat ne peut être réalisée et maintenue qu’avec la participation énergique et active des travailleuses. ».
Elle participe à la première conférence de l'Internationale socialiste des femmes, le 17 août 1907, à Stuttgart (Allemagne). En 1910, elle accompagne la femme politique allemande Clara Zetkin (qu'elle aide à créer la Journée internationale des femmes, le 8 mars) à la deuxième conférence qui se tient à Copenhague ; elle y représente les ouvrières du textile de Saint-Pétersbourg. Elles y rencontrent Inès Armand et Rosa Luxemburg.
Lors de la conférence qui a lieu deux ans plus tard à Bâle, elle est qualifiée de « Jaurès en jupons ». Elle est membre honoraire de la British Society for the Study of Sex Psychology. Elle est membre en 1921-1922 du secrétariat international de l'Internationale communiste des femmes, en tant que secrétaire générale[réf. nécessaire].
L'action d'Alexandra Kollontaï, en tant que commissaire du peuple, et de ses consœurs leur permet le droit au divorce par consentement mutuel, l'accès à l'éducation, un salaire égal à celui des hommes, des congés de maternité et l'égalité de reconnaissance entre enfants légitimes et naturels. Le droit à l'avortement est obtenu en 1920 — il sera limité en 1936 par Staline, puis rétabli après la mort de ce dernier. Elle sera au cœur de nombreuses polémiques sur la place des femmes dans la société soviétique.

### Amour libre (amour-camaraderie)

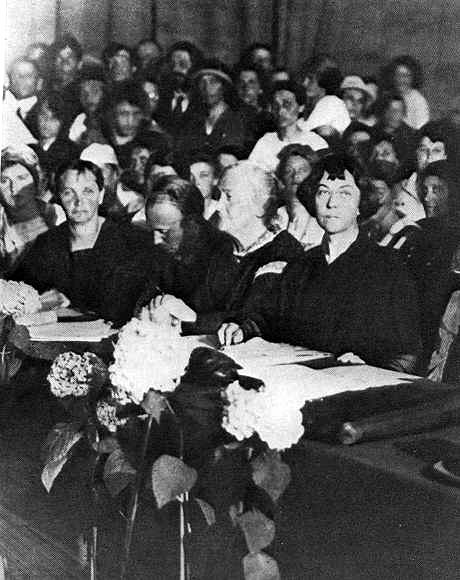
Clara Zetkin (à gauche) et Alexandra Kollontaï (à droite) au congrès du Komintern de 1921.

Elle pose la question de ce que seront les relations amoureuses dans une société libérée de la morale bourgeoise. Appliquant à l'amour le concept marxiste d'idéologie, elle considère qu'à chaque type d'organisation sociale (féodalisme, capitalisme, etc.) correspond un idéal amoureux, dont les caractéristiques permettent l'efficacité et le maintien de cette organisation. Pour elle, l'association entre sentiment amoureux et sexualité et le principe de fidélité au sein du couple marié sont des principes répondant aux besoins de la bourgeoisie dans une société libérale.
«  Le réformateur religieux Luther, et avec lui tous les penseurs et hommes d'action de la Renaissance et de la Réforme (XVe – XVIe siècles) mesuraient très bien la force sociale que renfermait le sentiment de l'amour. Sachant que pour la solidité de la famille – unité économique à la base du régime bourgeois – il fallait l'union intime de tous ses membres, les idéologues révolutionnaires de la bourgeoisie naissante proclamèrent un nouvel idéal moral de l'amour : l'amour qui unit les deux principes [sentiment amoureux et sexualité]. [...]

L'amour n'était légitime que dans le mariage ; ailleurs, il était considéré comme immoral. Un tel idéal était dicté par des considérations économiques : il s'agissait d'empêcher la dispersion du capital parmi les enfants collatéraux. Toute la morale bourgeoise avait pour fonction de contribuer à la concentration du capital. »
Elle estime que le mariage et la fidélité, qu'elle appelle la « captivité amoureuse », sont amenés à disparaître, et théorise une nouvelle morale sentimentale, l'amour-camaraderie, préfigurant le concept moderne de polyamour et basé sur trois principes :
- l'égalité des rapports mutuels.
- l'absence de possessivité et la reconnaissance des droits individuels de chacun des membres du couple.
- l'empathie et le souci de l'autre réciproque (qui n'est exigé, précise-t-elle, que de la femme vers l'homme dans la "civilisation bourgeoise"). Elle-même vit des relations amoureuses libres et multiples.

Elle est critiquée par Lénine comme par Trotski, plus prudes, qui estiment le couple fidèle comme la forme naturelle d'expression amoureuse. Au courant de ses nombreuses liaisons, Lénine qualifie la vision de Kollontaï de « décadente ». En 1924, Clara Zetkin attribue à Lénine dans des entretiens posthumes « cette fameuse théorie, selon laquelle la satisfaction des besoins sexuels sera, dans la société communiste, aussi simple et sans plus d’importance que le fait de boire un verre d’eau ».

### Prostitution (abolitionnisme)
Alexandra Kollontaï milite pour l'abolition des lois réglementant ou interdisant la prostitution, dénonçant la réglementation comme la prohibition de la prostitution comme des « hypocrisies » qui frappent avant tout les prostituées les plus démunies. Le gouvernement dont elle fit partie mit fin aux réglementations de la prostitution qui existaient sous le régime tsariste.
«  Le scandale de cette réglementation, c’est qu’elle retombe entièrement sur les femmes des classes pauvres ; devant les prostituées riches, la police comme les règlements ne font qu’ôter poliment leur chapeau. »
Tout en s'opposant farouchement à la prostitution, elle met celle-ci sur un pied d'égalité avec le mariage tel qu'il existe à son époque, préfigurant la notion d'échange économico-sexuel de l'ethnologue contemporaine Paola Tabet.
«  Dans la société bourgeoise, une femme est persécutée non pas quand elle ne travaille pas utilement pour la collectivité, ou parce qu'elle se vend pour des raisons vénales (deux tiers des femmes de la société bourgeoises se vendent à leur époux légitime), mais lorsque leurs relations sexuelles sont informelles et de courte durée. Le mariage dans la société bourgeoise se caractérise par la durée et la nature formelle de son enregistrement. L'héritage de la propriété est ainsi préservé. Les relations temporaires sans validation officielle sont considérées par les bigots et les hypocrites tenants de la morale bourgeoise comme étant honteuses.
[...]
Pour nous, dans la république ouvrière, il n'est pas important qu'une femme se vende à un homme ou à plusieurs, qu'elle soit catégorisée comme une prostituée professionnelle vendant ses faveurs à une succession de clients ou comme une femme se vendant à son mari.
 »

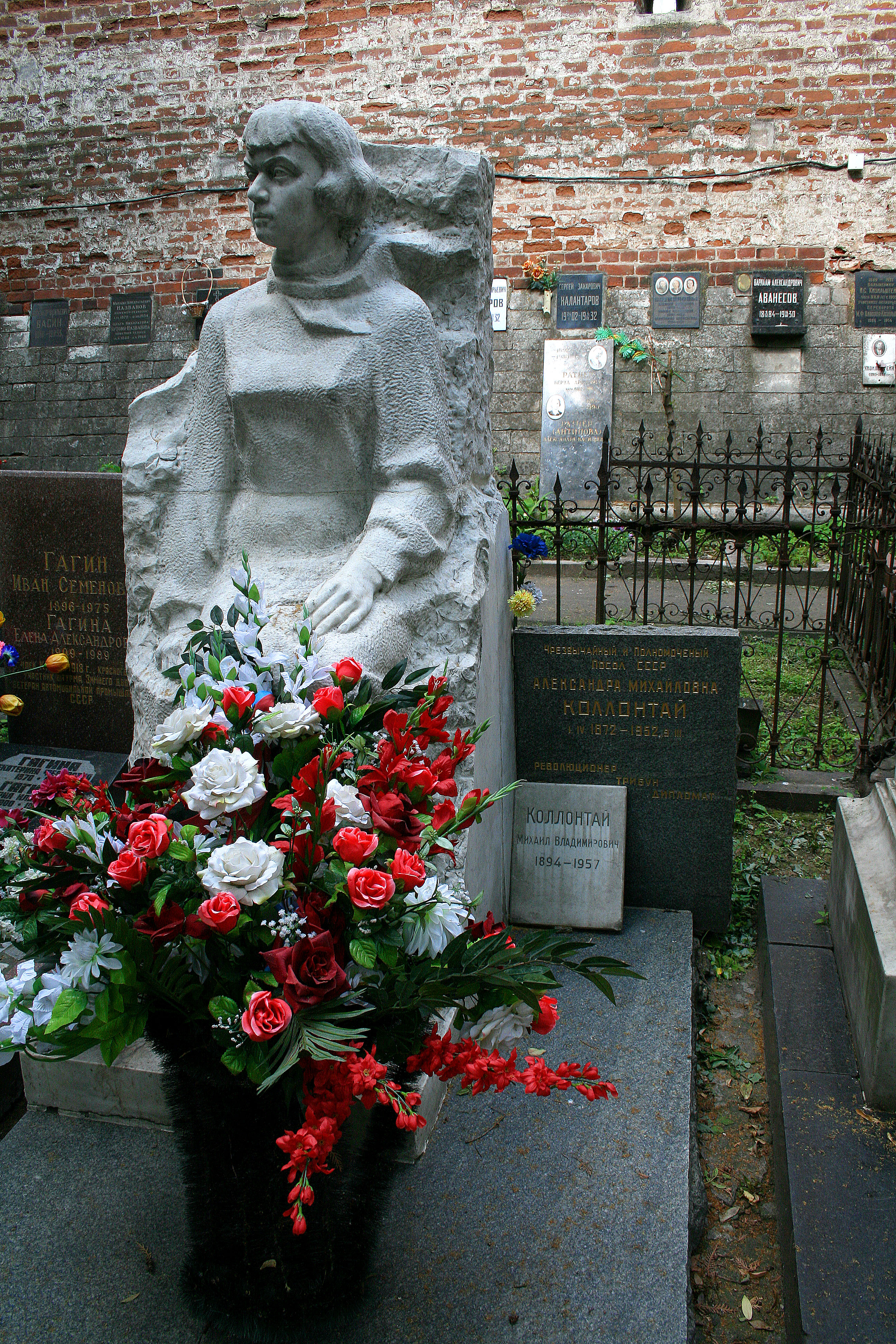
Tombe à Moscou.

Elle s'oppose également à la pénalisation des clients de la prostitution :
« Le problème suivant qu'il nous fallut résoudre fut de déterminer si la loi devait punir ou non les clients de prostituées. Certains membres de la commission furent pour, mais ils durent renoncer à l'idée, qui ne suit pas, logiquement, nos prémisses de base. Comment un client peut-il être défini ? Est-il quelqu'un qui achète les faveurs d'une femme ? Dans ce cas, les maris de nombreuses femmes légales seraient coupables. Qui décide qui est client et qui ne l'est pas ?
 »
Pour elle, la fin de la prostitution (« qui est une violence que s'inflige une femme à elle-même pour des raisons financières ») doit venir par l'égale participation des femmes et hommes au travail collectif et à l'égale distribution des ressources produites, mettant fin à toute nécessité, pour les femmes, de se vendre à des hommes en échange d'argent — c'est-à-dire mettant fin à la fois au mariage bourgeois et à la prostitution.

## Décorations

### Décorations soviétiques
- Ordre de Lénine en 1933
- Ordre du Drapeau rouge du Travail deux fois

### Décorations étrangères
- Norvège : ordre de Saint-Olaf
- Mexique : ordre de l'Aigle aztèque

## Publications

### Autobiographies
- Alexandra Kollontaï (trad. du russe), Autobiographie d'une femme sexuellement émancipée, Paris, Éditions Gît-le-Cœur, 1973, 39 p. (OCLC 462628779, BNF 35179101).
  - Alexandra Kollontaï, Autobiographie d'une femme sexuellement émancipée (préface d'Hélène Carrère d'Encausse, postface de Christine Fauré), Paris, 1001 Nuits, 2024, 120 p.
- (en) Alexandra Kollontai (trad. du russe par Salvator Attansio), The Autobiography of a Sexually Emancipated Communist Woman, Herder and Herder, 1971 (lire en ligne).
- (de) Alexandra Kollontaj (postface Iring Fetscher), Autobiographie einer sexuell emanzipierten Kommunistin, Munich, Rogner & Bernhard, 1970.
- (it) Aleksandra Kollontaj (postface Iring Fetscher), Autobiografia, Milan, Feltrinelli, 1973.

### Essais
- L'Opposition ouvrière (trad. de Pierre Pascal, introduction de Jean-Marie Gélinet, postface d’Astrid Valh), Paris, Éditions du Seuil, 1974.
- Ma vie, ses buts et ses mérites (trad. du russe par Christine Fauré, Nicolas Lazarevitch), in Mémoires de femmes (sous la direction de Louis Constant), mémoire du peuple, Paris, François Maspéro, 1979 (réédition numérique chez La Découverte)
- Marxisme et révolution sexuelle (textes choisis et présentés par Judith Stora-Sandor, traduits par Claude Ligny), Paris, F. Maspero, 1973 ; Paris, La Découverte, 2001.
- L'amour libre (trad. Arthur Hugonnot, préf. Sophie Cœuré), Forcalquier, Éditions Les Prouesses, 2022  (ISBN 978-2-493324-03-0).

### Romans
- Les Amours des abeilles travailleuses, 1923
- Un grand amour

## Postérité

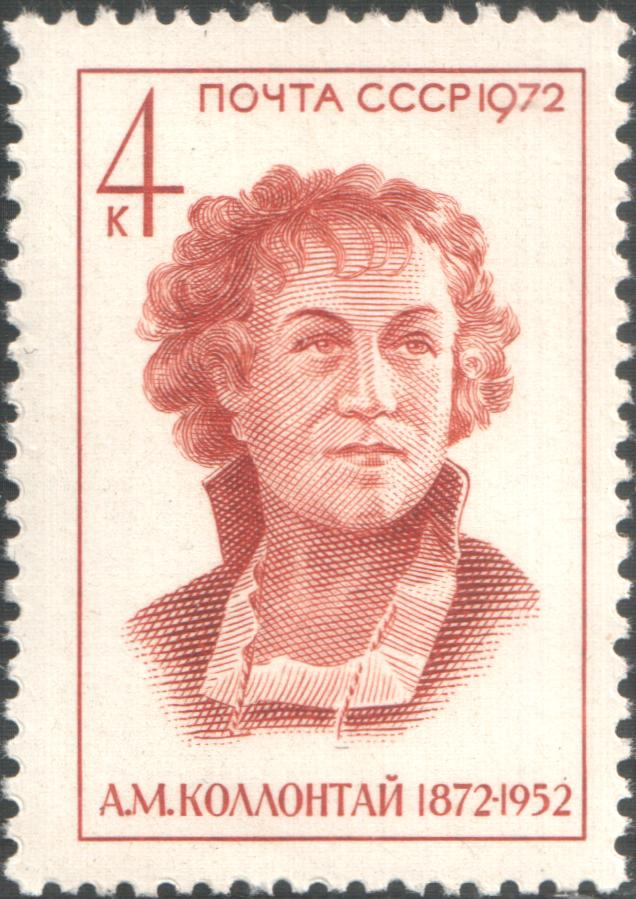
Timbre soviétique de 1972.

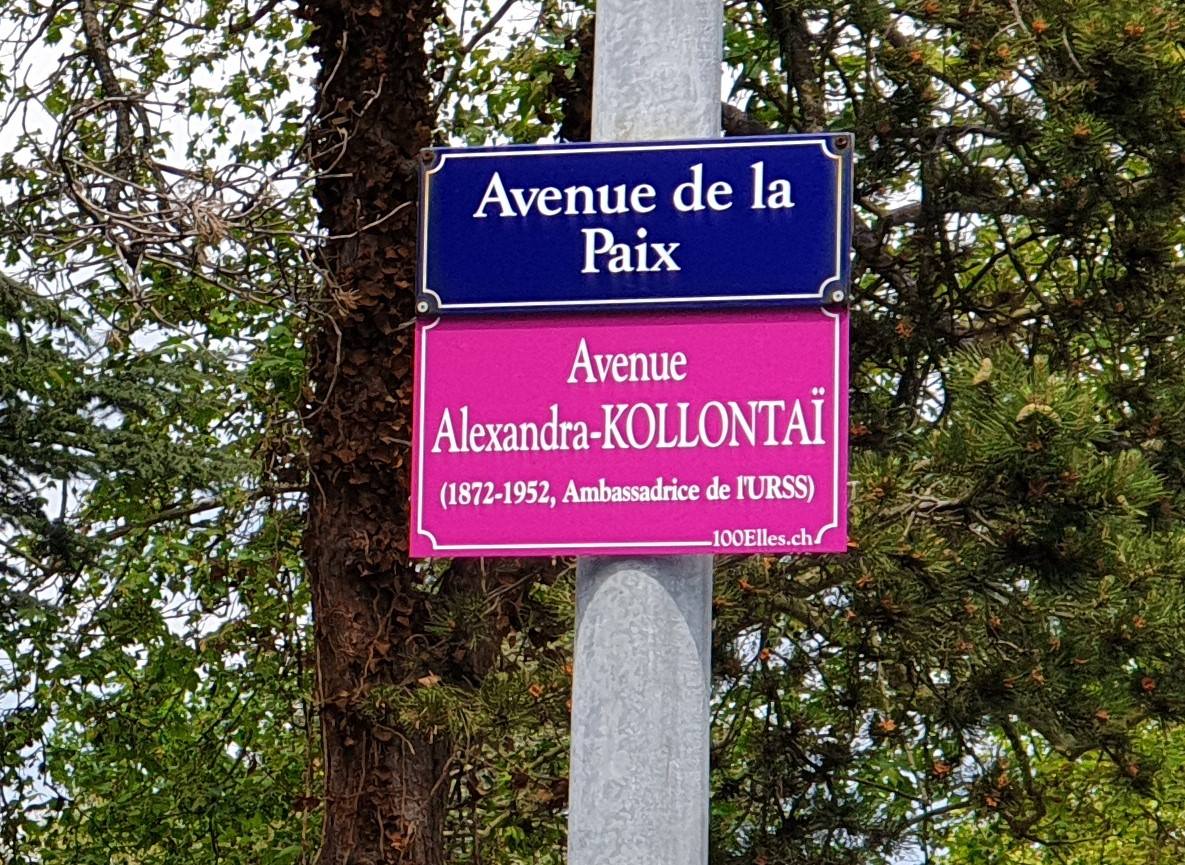
Avenue nommée temporairement Alexandra Kollontaï à Genève (avenue de la Paix).

Alexandra Kollontaï est l'un des personnages centraux de La Mémoire des vaincus, roman de Michel Ragon, publié dans sa première édition en 1989. 
Elle est une des nombreuses femmes de l'histoire citées dans le morceau Rimes féminines, de la chanteuse française Juliette.
Elle a inspiré la création d'une marque québécoise de vêtements « Kollontaï »,.
Le 28 mars 2017, une plaque est inaugurée devant son domicile moscovite pour le 145e anniversaire de sa naissance, par le ministre des Affaires étrangères Sergueï Lavrov.
En 2019 à Genève, l'association l'Escouade dans le cadre du projet 100elles renomme temporairement l'avenue de la Paix à son nom,.